# Iglesia católica caldea
La Iglesia católica caldea o Iglesia caldea (en siríaco: ܥܕܬܐ ܟܠܕܝܬܐ ܩܬܘܠܝܩܝܬܐ, romanizado: ʿīdtha kaldetha qāthuliqetha; en latín: Ecclesia Chaldaea; en árabe: الكنيسة الكلدانية‎, romanizado: al-Kanīsa al-kaldāniyya, y en el Anuario Pontificio, en italiano: Chiesa Caldea) es una de las veinticuatro Iglesias sui iuris que conforman la Iglesia católica. Se trata de una Iglesia católica oriental que sigue la tradición litúrgica caldea (o siria oriental), usando como lengua litúrgica el siríaco oriental y como lengua auxiliar el árabe peninsular. Está organizada como Iglesia patriarcal de acuerdo a la forma prescripta por el título IV del Código de los Cánones de las Iglesias Orientales (CCEO), bajo supervisión del Dicasterio para las Iglesias Orientales, y es presidida por el patriarca-catolicós de Bagdad de los caldeos, cuya sede se encuentra en Bagdad, Irak.
Al igual que la Iglesia asiria del Oriente y la Antigua Iglesia del Oriente, los católicos caldeos son una rama de la Iglesia del Oriente, cuya sede patriarcal se estableció originalmente en Seleucia-Ctesifonte y a finales del siglo VIII fue trasladada a Bagdad por el patriarca-catolicós Timoteo I el Grande.
Desde mediados de julio de 2023 la sede patriarcal se trasladó temporalmente de Bagdad a Erbil, en el Kurdistán iraquí, como consecuencia del enfrentamiento del patriarca-catolicós Luis Rafael I Sako con una milicia cristiana pro-iraní y después de que el presidente de Irak revocara el decreto que lo reconocía como patriarca de los caldeos.

## Historia

### Origen y cisma
Según la tradición, Persia y Mesopotamia fueron evangelizadas por los apóstoles Tomás y Bartolomé hacia el año 35, a quienes suceden Tadeo de Edesa (o Addai) y Mari. La diáspora judía facilitó la evangelización de la Mesopotamia superior y se formaron Iglesias en los primeros años del cristianismo en ciudades como Edesa. El primer obispo de Edesa en 66 fue Aggai, ciudad en donde se originó la liturgia de la Iglesia del Oriente. En el siglo III ya había comunidades cristianas en el Imperio parto desde Mesopotamia hasta la región de Guilán.

### Los nestorianos de Chipre y la unión de 1445
Debido a su ubicación aislada que la separaba de los invasores sin tradición marítima árabes, turcos y mongoles, el Reino de Chipre disfrutó de un período de tranquilidad durante la dinastía francesa de la Casa de Lusignan (1192-1489). Grupos de cristianos de diferentes ritos se refugiaron allí, incluyendo a nestorianos y maronitas, durante la expulsión de los francos que concluyó con la caída de Acre en 1291. La pequeña comunidad nestoriana de Chipre tenía un metropolitano que usaba el título de Tarso. En 1326 el papa Juan XXII ordenó al patriarca latino de Jerusalén que extirpara en Chipre las herejías jacobita y nestoriana por el medio que eligiera. Algunos miembros del clero nestoriano expresaron el deseo de unirse con la Iglesia de Roma y en 1340 el metropolitano nestoriano Eliya de Chipre hizo una profesión de fe católica junto con los jefes de las otras Iglesias no católicas en la isla, a las manos del obispo latino de Nicosia. Sin embargo, subsistió una Iglesia nestoriana independiente en Chipre y la verdadera unión con la Santa Sede debió esperar hasta 1445, cuando durante el Concilio de Florencia en Roma, el 7 de agosto fue promulgada por el papa Eugenio IV la bula Benedictus sit Deus de unión con nestorianos y maronitas de Chipre. El metropolitano Timoteo de Tarso hizo entonces una profesión de fe católica. En la bula por primera vez se menciona el término "caldeo" para distinguir a los nuevos conversos con origen en la Iglesia nestoriana.

Quo facto Caldei quidem prefatum Timotheum suum metropolitam Helias vero Maronitarum episcopus nuntium de fide Romane ecclesie que domino providente et beato Petro apostolo opem ferente semper immaculata permansit solemnem professionem emissuros ad nos usque miserunt et coram nobis in hac sacra ycumenici Lateranensis concilii generali congregatione fidem ipsam atque doctrinam Timotheus ipse metropolita primum in lingua sua Caldea Grece interpretatam et de Greco in Latinum traductam reverenter et devote ut sequitur professus est ego Timotheus archiepiscopus Tarsensis Caldeorum qui in Cypro sunt metropolita pro me meis que omnibus in Cypro existentibus populis profiteor voveo atque promitto immortali deo patri et filio et spiritui sancto demum tibi sanctissime et beatissime pater Eugenio pape iv et huic sacrosancte apostolice sedi et sancte huic et venerabili congregationi quod de cetero semper manebo sub obedientia tua et successorum tuorum ac sacrosancte Romane ecclesie tanquam sub unica matre et capite omnium aliarum.

La unión duró muy poco y Timoteo no tuvo un sucesor, ya en 1450 una parte de los caldeos chipriotas regresó al nestorianismo. En 1472, debido a las disputas territoriales con la diócesis latina, la jurisdicción de los obispos de las Iglesias uniatas de Chipre fue reducida por el papa Sixto IV a las ciudades sedes episcopales, por lo que los misioneros latinos quedaron con las manos libres para pasar al rito latino a los caldeos del interior de la isla. En 1489 Chipre pasó a manos de la República de Venecia, que implementó una política estricta de latinización de las Iglesias uniatas. Esto determinó el final de las comunidades chipriotas caldeo-católicas, aunque una comunidad nestoriana independiente todavía existía cuando los otomanos capturaron Famagusta en 1571.

### Patriarcado de Mosul
La tradición canónica de la Iglesia del Oriente estipulaba que solo los obispos metropolitanos podían elegir a un patriarca. Hacia la mitad del siglo XV el patriarca nestoriano Simón IV Basidi y su sucesor designaron como metropolitanos únicamente a miembros de su familia, por lo que convirtieron a la sucesión patriarcal en hereditaria, normalmente de tío a sobrino o a hermano. El patriarca Simón VII Ishoyahb (1539-1558) causó una gran ofensa al comienzo de su reinado al designar a su sobrino de doce años, Hnanisho, como su sucesor. Varios años después, probablemente porque Hnanisho había muerto en el ínterin, designó como sucesor a su hermano Eliya de quince años, el futuro patriarca Elías VII (1558-1591). Además de considerar a estos dos nombramientos como provocativos, sus oponentes también lo acusaron de permitir el concubinato, vender puestos clericales y vivir intempestivamente.
En 1552 Simón VII Ishoyahb se había vuelto tan impopular que sus oponentes se rebelaron contra su autoridad. Los rebeldes, principalmente de los distritos de Amida (hoy Diyarbakır), Siirt y Salmas, se reunieron en Mosul en un sínodo. Clérigos, monjes y tres o cuatro laicos delegados de cada una de diez regiones del patriarcado eligieron como patriarca Simón VIII a un monje llamado Yohannan Sulaqa, superior de monasterio Rabban Hormizd cerca de Alqosh, quien luego en Roma dijo tener el apoyo de los obispos de Erbil, de Salmas y de Adarbaigan (no parientes del patriarca y quienes al parecer convocaron al sínodo). Sin embargo, ningún metropolitano estuvo disponible para consagrarlo como se requería canónicamente (todos eran de la familia patriarcal) y los misioneros franciscanos que estaban trabajando entre los nestorianos persuadieron a los partidarios de Sulaqa para que legitimara su posición pidiendo la consagración episcopal al papa de Roma.
Sulaqa, junto con setenta delegados, viajó a Jerusalén para encontrarse con el custodio de Tierra Santa. El grupo logró persuadir a los frailes franciscanos de que estaban de acuerdo con la fe católica y expresó el deseo de que el papa confirmara a Sulaqa como patriarca. Los frailes les entregaron una carta de presentación al papa y Sulaqa viajó a Roma, en donde Andreas Masius lo ayudó como traductor. Llegó a Roma el 18 de noviembre de 1552 y presentó a la corte del papa Julio III una carta, redactada por sus partidarios del sínodo reunido en Mosul, que exponía sus pretensiones de ser reconocido como patriarca expresando que su elección había sido legítima ya que decían que Simón VII Ishoyahb había muerto en 1551, lo mismo que su sucesor de 8 años, lo cual no había ocurrido. Por esta razón, muchos historiadores como Eugène Tisserant y Joseph Tfinkdji postularon la existencia de un patriarca Simón (VIII) que reinó en Alqosh desde 1552 hasta 1558. Eruditos más recientes como Joseph Habbi y Albert Lampar sugirieron que Sulaqa le mintió al papa.
El 15 de febrero de 1553 Sulaqa hizo una profesión de fe católica ore et scriptu reconocida como ortodoxa por los cardenales reunidos en dos consistorios el 17 y el 20 de febrero. El 9 de abril de 1553, habiendo satisfecho a la Santa Sede de su fe católica, Sulaqa fue consagrado obispo en la basílica de San Pedro por el cardenal Juan Álvarez de Toledo, O.P. El 20 de abril (fecha indicada en el Anuario Pontificio) fue reconocido como patriarca de Mosul y Athur (es decir de Nínive y Aššur, la antigua Asiria) por el papa Julio III con la bula Divina disponente clementia y el 28 de abril recibió el palio de manos del papa en un consistorio secreto en el Vaticano, con la bula Cum nos nuper. Estos eventos, que marcaron el nacimiento de la Iglesia católica caldea iniciando la serie de patriarcas católicos caldeos de Babilonia (línea Shimun), crearon un cisma permanente en la Iglesia del Oriente.
La jurisdicción reconocida al nuevo patriarca en la bula Divina disponente clementia se extendía también a la India:

Postmodum vero ecclesia patriarchali de Muzal et insulae Tigris ac caeterarum civitatum et terratum orientalium eidem Patriarchae subjectarum, necnon monasteriorum ejusdem in Sui Massin et et Calicuth ac tota India existentium eidem etiam Patriarchae subditorum dum vivert praesidebat [...]

Como el nuevo patriarca solicitó un consejero, el 23 de junio de 1553 el papa designó al obispo titular de Auria, el dominico maltés Ambrosius Buttigeg, como nuncio apostólico en Mosul.
En julio de 1553 Sulaqa partió para Constantinopla en búsqueda de la confirmación patriarcal por el sultán otomano, pero este había partido hacia Amida (hoy Diyarbakır en Turquía) y Sulaqa lo siguió hacia allí llegando el 12 de noviembre de 1553. En diciembre obtuvo documentos de las autoridades otomanas reconociéndolo como un patriarca caldeo independiente. En 1554, durante su estancia de cinco meses en Amida, consagró obispos metropolitanos para las eparquías de Gazarta (hoy Cizre) y Hesna d'Kifa (hoy Hasankeyf) y creó 3 nuevas eparquías consagrando a los obispos de Amida, Mardin y Siirt). Simón VII Ishoyahb, a quien en Roma creían muerto, respondió consagrando a dos miembros más menores de edad de la familia patriarcal como metropolitanos para Nísibis y Gazarta y también sobornó al gobernador otomano de Amadiya, quien invitó a Sulaqa a esa ciudad, lo encarceló durante cuatro meses y lo ejecutó en enero de 1555.
En 1555 los 5 obispos consagrados por Sulaqa eligieron como patriarca al obispo de Gazarta Abdisho IV Maroun, quien no buscó inmediatamente la confirmación papal, pero en 1562 visitó Roma y fue confirmado por el papa Pío IV el 17 de abril de 1562 tras recibir una profesión de fe, junto a la cual envió una carta que sobrevive en tres traducciones latinas del siríaco original. Es posible que la traducción haya sido defectuosa, ya que se menciona en ella que el patriarca de Mosul con sede en Amida tenía 38 eparquías bajo su jurisdicción: 6 metrópolis y 14 eparquías bajo gobierno otomano; 4 metrópolis y 10 eparquías bajo gobierno persa y 3 metrópolis y una eparquía bajo gobierno portugués en la India. Sin embargo, el siguiente patriarca tenía solo catorce obispos en 1580. La mayoría de las eparquías sufragáneas enumeradas en la carta eran poco más que pueblos que no habían sido sedes episcopales anteriormente y no se mencionan en ninguna otra fuente. Es posible que Abdisho afirmó tener catorce eparquías (el mismo número que su sucesor), cuyos metropolitanos u obispos eran responsables de las diversas localidades enumeradas bajo cada metrópolis, y que el traductor malinterpretó su significado. Además de Amida, las metrópolis mencionadas en la carta eran: Erbil, Cheptian [Telkepe], Nísibis, Siirt, Elchessen [Gazarta], Gurgel [Gwerkel] (todas bajo dominio turco); Urmi Superior, Urmi Inferior, Espurgan [Supurghan], Salmas (todas sujetas los persas); y Cochín, Cranganore y Goa en la India bajo dominio portugués. Abdisho IV Maroun estableció la sede patriarcal en el monasterio de Mar Yacob el Recluso cerca de Siirt. En 1565 el papa confirmó el uso de los ritos y usos tradicionales de la Iglesia nestoriana. A la muerte de Abdisho IV en 1567 o el 11 de septiembre de 1570 el patriarcado estuvo vacante hasta 1578 cuando asumió el monje Yahballaha V, quien no pidió la confirmación papal debido a su avanzada edad, sin embargo de lo cual es reconocido actualmente como patriarca por la Iglesia católica.
El siguiente patriarca, Simón IX Dinkha (previamente metropolitano de Salmas, Siirt y Jilu), fue confirmado en 1584. Sus partidarios (10 metropolitanos y dos obispos), que firmaron poco después de su consagración una carta de 1580 al papa Gregorio XIII, incluían no solo a los obispos occidentales de Amida, Mardin, Siirt, Atel y Gazarta (antes leales al patriarca rival nestoriano), sino también a los metropolitanos de Salmas, Jilu, Shemsdin, Koma', tres metropolitanos sin eparquías conocidas, y el obispo de 'Chelhacke'. 'Koma' era probablemente el monasterio de Mar Abdisho cerca de la aldea de Komane en el distrito de Amadiya, mientras que 'Chelhacke' puede ser una deformación de Slokh (ܣܠܘܟ), el nombre siríaco de Kirkuk. Simón IX Dinkha movió la residencia patriarcal del Imperio otomano a Urmía en el Imperio safávida.
A la muerte de Simón IX Dinkha en 1600 fue introducido también entre los católicos asirios-caldeos el principio de sucesión hereditaria, lo cual no fue aceptado por el papa. El nuevo patriarca tradicionalista Simón X Elías perdió la adhesión de los distritos occidentales del patriarcado y en 1610 tenía bajo su jurisdicción solo a los metropolitanos de Shemsdin, Jilu, de 'las fronteras persas', Berwari y el natar kursya Addaï, y tres obispos: de Urmi, Sat y Atel. Los obispos de ciudades importantes como Amida, Siirt, Gazarta, Amadiya, Mosul y Alqosh se pasaron al patriarcado independiente nestoriano. Los lazos con la Santa Sede fueron interrumpidos en 1616 cuando su profesión de fe fue rechazada quedando sin confirmación, lo mismo que otro intento en 1619. Este patriarca trasladó la sede al monasterio de Mar Yohannan en el distrito de Salmas. Es considerado procatólico por la Iglesia católica caldea y no católico por la Iglesia asiria de Oriente. Su sucesor, Simón XI Eshuyow, tampoco fue reconocido por Roma y envió dos profesiones de fe en 1648 y 1653, pero se desconoce el resultado, aunque se sabe que se consideraba católico. Traslado su residencia a Urmía, aunque otras versiones lo sitúan en Qodshanes y en Khosrowa. Su sucesor Simón XII Yoalaha (1656-1662) envió una profesión de fe a Roma en 1658, pero se desconoce el resultado. En esos momentos ganó fuerza el partido que quería retornar a la tradición de la Iglesia del Oriente. Esta línea patriarcal católica (línea Simón) se interrumpió en 1672 cuando Simón XIII Dinkha (elegido sin confirmación papal en 1662) retornó a la doxa cristiana difisita moviendo su sede a la villa de Qodshanes (o Qochanis) en el Kurdistán en 1692, año en que formalmente rompió la comunión con Roma. Esta línea patriarcal es la actual Iglesia asiria del Oriente. Entre los tradicionalistas no católicos quedaron establecidos dos patriarcados: uno en Alqosh y el otro en Qodshanes con el título de patriarca de Mosul.

### Patriarcado caldeo
En 1667 el misionero capuchino Jean-Baptiste de St-Aignan se estableció en Amida y predicó entre los nestorianos. Casi en simultáneo con la ruptura con Roma de la línea Simón, una segunda línea católica caldea se formó en 1672 cuando el metropolitano José de Amida (obispo desde 1669) entró en comunión con el papa. El patriarca de Alqosh lo depuso e instaló a un obispo tradicionalista llamado David e hizo que José fuera encarcelado dos veces. José fue liberado solo después del pago de un rescate y tuvo que partir hacia Roma. Cuando José regresó en 1677, el obispo David huyó a Egipto y las autoridades otomanas reconocieron la independencia de José y su gobierno sobre las eparquía de Amida y Mardin, por lo que el movimiento procatólico prosperó en los distritos occidentales. El 23 de junio de 1681 el papa lo reconoció, le entregó el palio y le dio el título de patriarca de la nación caldea privada de su patriarca, tomando el nombre de José I y fijando su sede en Amida, única sede episcopal del nuevo patriarcado. Todos los sucesores de José I tomaron el nombre de José y se los conoce como línea josefita. Sin embargo, la vida de este patriarcado fue difícil. Al principio hubo problemas debido a las aflicciones de los tradicionalistas, bajo los cuales estaban sujetos desde un punto de vista legal y civil otomano, y más tarde luchó con las dificultades financieras debido a la jizya impuesta por las autoridades otomanas sobre los súbditos cristianos. Sin embargo, su influencia se expandió desde sus bastiones originales en Amida y Mardin hacia el área de Mosul y las llanuras de Nínive. El patriarca José II fue confirmado el 18 de junio de 1696. El patriarca José III (quien fue obispo de Mardin desde 1705) fue confirmado el 18 de marzo de 1714 y fue el único obispo caldeo que sobrevivió a la plaga de 1708-1712. En el decreto de confirmación del patriarca, se incorporó el nombre Babilonia al patriarcado. Consagró metropolitanos para Mardin y Siirt antes de su partida a Roma en 1731, logrando atraer a muchos cristianos nestorianos de los patriarcados independientes en la región de Siirt. El patriarcado luchó con dificultades financieras debido a la carga fiscal impuesta por las autoridades otomanas, por lo que en 1734 se fue a Europa para tratar de recaudar fondos para pagar sus deudas. En ese tiempo las autoridades otomanas reconocieron al patriarcado su autoridad sobre Amida y Mardin, pero Mosul y Alepo fueron asignadas al patriarcado tradicionalista de Alqosh. En 1757 el metropolitano de Amida calculó en 20 000 el número de fieles católicos caldeos.
La sede patriarcal más grande y más antigua de la Iglesia del Oriente estaba en el monasterio Rabban Hormizd de Alqosh. Se extendió desde Aqrah hasta Siirt y Nísibis, cubriendo en el sur la rica llanura de Mosul. Tentativas de unión fueron realizadas por Elia VII Bar Mama (1576-1591), sin embargo su profesión de fe fue rechazada por el papa Sixto V porque la consideró aún mezclada con la doxa nestoriana; y algunos de sus sucesores entre ellos Elías VIII (en comunión en el corto período comprendido entre 1610 y 1617) y Elías X (1660-1700) intentaron la reconciliación con la Iglesia católica. Todas estas tentativas fallaron sobre todo a causa de la distancia geográfica y a la dificultad a renunciar al credo transmitido por los patriarcas precedentes. La escala de la penetración católica hizo que en 1771 el patriarca Eliya Denkha firmara una confesión de fe católica, pero no se produjo ninguna unión formal. Cuando Eliya Denkha murió, su sucesión fue disputada por dos primos: Eliyya Isho-Yab, que fue reconocida por Roma pero renunció a su fe católica, y Yohannan VIII Hormizd, quien, aunque no reconocido por Roma, se consideraba católico. En 1804, después de la muerte de Eliyya Isho-Yab, Yohannan Hormizd se hizo por defecto el patriarca de Alqosh. Había, pues, dos patriarcados en comunión con Roma ahora, el más grande en Alqosh, y el original en Amida que fue gobernado por José V Agustín Hindi. Sin embargo, Roma no quería elegir entre los dos candidatos: y no otorgó el título de patriarca, a pesar de que desde 1811 fue Agustín Hindi quien gobernó la Iglesia de facto. Después de la muerte de Hindi, el 5 de julio de 1830, Yohannan Hormizd de la línea Alqosh fue por defecto confirmado formalmente patriarca de la Iglesia católica caldea por el papa Pío VIII con el título de patriarca de Babilonia de los caldeos. En este acto, se completó la fusión de los patriarcados de Alqosh y Amida, formando una sola Iglesia católica caldea. Durante el reinado de Yohannan Hormizd (1780-1830 como administrador patriarcal y 1830-1837 como patriarca) se consagraron metropolitanos católicos para Amadiya, Kirkuk y Salmas, y el metropolitano nestoriano de Gazarta consagrado por Eliya XI fue suplantado por el metropolitano católico Giwargis Di Natale. La unión de los patriarcados en 1830 dio una jerarquía de ocho eparquías con obispos católicos en Amida, Mardin, Siirt, Gazarta, Mosul, Amadiya, Kirkuk y Salmas, mientras que el número de fieles se duplicó.
En 1846 la Iglesia caldea fue reconocida por el Imperio Otomano como millet, una comunidad religiosa distintiva en el Imperio, obteniendo así su emancipación cívica. El patriarca más famoso de la Iglesia caldea en el siglo XIX fue José Audo, que también es recordado por sus enfrentamientos con el papa Pío IX. principalmente sobre sus intentos de extender la jurisdicción caldea sobre la Iglesia católica siro-malabar. El 6 de marzo de 1865 la Propaganda Fide decidió: Se estableció que la jurisdicción del Patriarca caldeo de Babilonia no debería extenderse a la región de Malabar. La encuesta estadística de Paulin Martin en 1867, después de la creación de las eparquías de Aqrah, Zakho, Basora y Sehna por José Audo, registró una membresía total de la Iglesia caldea de 70 268 fieles.
A principios del siglo XX, los misioneros ortodoxos rusos establecieron dos diócesis en el norte de Asiria. Muchos líderes asirios creían que el Imperio ruso estaría más interesado en protegerlos que el Imperio británico y Francia. Esperando el apoyo de los rusos, la Primera Guerra Mundial y el posterior genocidio asirio (que vio la muerte de hasta 300 000 asirios de todas las denominaciones) fue visto como el momento adecuado para rebelarse contra el Imperio otomano. Se lanzó una guerra de independencia asiria, liderada por Agha Petros y Malik Khoshaba. El 4 de noviembre de 1914, el turco Enver Bajá anunció la jihad, la guerra santa, contra los cristianos. Las fuerzas asirias lucharon con éxito contra probabilidades abrumadoras en el norte de Irak, sureste de Turquía y el noroeste de Irán por un tiempo. Sin embargo, la Revolución rusa en 1917 y el colapso de la resistencia armenia dejaron a los asirios sin suministro de alimentos y municiones, ampliamente superados en número y rodeados. Los territorios asirios fueron invadidos por el Imperio otomano y sus aliados kurdos y árabes, y las personas se vieron obligadas a huir: la mayoría de los que escaparon de las masacres y la continuación del genocidio asirio murieron de frío en invierno o de hambre. El desastre golpeó principalmente las regiones de la Iglesia asiria del Oriente y las eparquías caldeas en el norte de Asiria (Amida, Siirt y Gazarta) fueron arruinadas (los metropolitanos caldeos Addai Scher de Siirt y Philip Abraham de Gazarta fueron asesinados en 1915).
Una nueva masacre ocurrió en 1933 a manos del ejército iraquí, en la masacre de Simele murieron entre 5000 y 6000 asirios.
Una minoría de asirios se han convertido al protestantismo durante el siglo XX, dejando la Iglesia asiria del Oriente, la Iglesia católica caldea y la Iglesia ortodoxa siria a favor de la Iglesia pentecostal asiria y la Iglesia evangélica asiria.

### Vicariatos patriarcales caldeos, 1872-1913
El primer vicariato patriarcal caldeo fue establecido para Alepo en 1872 por el patriarca Joseph VI Audo, y fue seguido por vicariatos para Constantinopla en 1885, El Cairo en 1890, Adana en 1891, Basora en 1892, Damasco, Beirut, Teherán y Kermanshah en 1895. Un estudio estadístico de la Iglesia caldea realizado en 1896 por J.B. Chabot incluyó, por primera vez, detalles de varios vicariatos patriarcales establecidos en la segunda mitad del siglo XIX para las pequeñas comunidades caldeas en Adana, Alepo, Beirut, El Cairo, Damasco, Edesa, Kermanshah y Teherán; para las estaciones misioneras establecidas en la década de 1890 en varias ciudades y pueblos del patriarcado de Qodshanis; y para la recién creada eparquía caldea de Urmia. Nuevos vicariatos patriarcales fueron establecidos en Deir ez-Zor en 1906, Ashshar en 1907 y Ahwaz en 1909. En 1913 los vicariatos de Teherán y Kermanshah estaban vacantes, pero había vicarios patriarcales para los otros once vicariatos: Pablo David, procurador general de la orden Antonina de San Hormisdas, para Roma; Isaac Yahballaha Khudabakhash, exobispo de Salmas, para El Cairo y la pequeña comunidad caldea en Alejandría; Abraham Banna para Ahwaz; Thomas Bajari por Constantinopla; Mansur Kajaji para Basra; Yohannan Nisan para Ashshar; Stephen Awgin por Deir ez-Zor; Mikha'il Chaya para Aleppo; Joseph Tawil para Beirut; Marutha Sliba para Damasco; y Stephen Maksabo para Adana. La mayoría de los vicariatos eran pequeños, con capillas en lugar de iglesias, pero las comunidades caldeas de El Cairo, Basora y Alepo eran lo suficientemente ricas para construir iglesias sustanciales. Las iglesias en El Cairo y Basora fueron dedicadas a Mar Antony y Mar Thomas, respectivamente. La comunidad caldea en Beirut, que no tenía ni iglesia ni capilla, rendía culto en la iglesia siria católica de la ciudad. El vicariato de Adana tenía una población de 600 caldeos en 1896, muchos de los cuales fueron asesinados durante los ataques a los cristianos armenios de la ciudad en 1909.

### Eparquías de la Iglesia caldea posteriores a 1913
En 1913, en vísperas de la Primera Guerra Mundial, la Iglesia caldea se organizó en una archieparquía patriarcal de Mosul y Bagdad, cuatro archieparquías (Amida, Kirkuk, Siirt y Urmía) y ocho eparquías (Aqrah, Amadiya, Gazarta, Mardin, Salmas, Sanandaj, Zakho y la recién creada de Van). También hubo una serie de vicariatos patriarcales para comunidades aisladas en Egipto, Siria, Turquía, Persia y el sur de Irak, y desde 1896 se habían establecido cinco vicariatos patriarcales más (Ahwaz, Constantinopla, Basora, Ashshar y Deir al-Zor), lo que daba un total de doce vicariatos. El censo otomano de 1914, muy cuestionado por la subvaloración de la población cristiana, arrojó los siguientes resultados de población caldea (no se censó Irak) en los valiatos de: Erzurum (13), Estambul (476), Adana (406), Aidin (11), Bitlis (4356), Beirut (19), Alepo (365), Diyarbekir (5994), Siria (351), Konya (4), Mamuret-ul-Aziz (8) y Van (1128); los sanjacatos de Canik (10) y Zor (51); y en los mutasarrifatos de İzmit (8) y Jerusalén (11). El total censado fue de 13 211 caldeos.
Muchas de las eparquías caldeas sufrieron terribles dificultades y persecución durante la Primera Guerra Mundial. En 1928, según una estadística oficial preparada por la Sagrada Congregación para las Iglesias Orientales, la Iglesia caldea (excluyendo a los vicariatos) tenía menos de 44 000 miembros, en comparación con más de 101 000 en 1913. Las eparquías de Kirkuk y Sanandaj, bien al sureste de la zona de guerra, escaparon relativamente ilesas, pero todas las otras eparquías caldeas habían perdido más de la mitad de su población cristiana como resultado de la guerra. En la archieparquía patriarcal de Mosul, la eparquía caldea más grande, había solo 18 350 caldeos en 1928, en comparación con algo menos de 32 000 en 1913. En las eparquías de Zakho y Amadiya también sufrió grandes pérdidas, aunque su extensión se ocultó en las estadísticas de 1928 porque estas dos eparquías estaban en ese momento apoyando a una importante población de refugiados caldeos. En las diócesis de Van, Amida, Siirt, Gazarta, Mardin y Salmas, las pérdidas fueron catastróficas. Estas seis eparquías solo pudieron reunir 4500 caldeos en 1928, en comparación con 33 840 en 1913.
Estas grandes pérdidas se reflejaron en una serie de cambios en la jerarquía episcopal tradicional de la Iglesia caldea. En 1915 Yaqob Awgin Manna, vicario patriarcal de Van, abandonó el distrito, y después de la posterior masacre de los cristianos en la región de Van, el vicariato no se revivió al final de la guerra. Addaï Scher, arzobispo de Siirt, y Philip Yaqob Abraham, arzobispo de Gazarta, fueron asesinados en 1915, y sus eparquías no fueron revividas después de la guerra. En 1929 la archieparquía caldea de Amida decayó a la muerte de su último arzobispo, Shlemun Mushe al-Sabbagh. En 1930, la antigua eparquía de Salmas se unió a la archieparquía de Urmía, establecida en 1890.
Los vicariatos patriarcales se habían establecido antes de la Primera Guerra Mundial para las comunidades caldeas en Alepo, Damasco y Deir ez-Zor. También había una comunidad caldea en Alejandreta, y después de la Primera Guerra Mundial se creó un vicariato patriarcal único de Siria para estas cuatro comunidades. En 1937 este vicariato contaba con 3326 caldeos, 6 sacerdotes y 4 iglesias. Importantes cantidades de asirios y caldeos abandonaron Irak en la década de 1930 y fueron reubicados en el valle de Khabur, al norte de Siria, y se creó la administración apostólica de la Mesopotamia Superior para los caldeos de Siria, Líbano, Hatay y la Mesopotamia Superior. Su primer obispo fue Gabriel Naamo, que se asentó desde 1939 hasta 1957 en Alepo. En 1937 la eparquía contenía 3107 caldeos, con 11 sacerdotes y 2 iglesias.
Al comienzo de la Segunda Guerra Mundial el patriarca caldeo residía en Bagdad, y su episcopado consistía en cuatro archieparquías (Kirkuk, Sanandaj, Basora y Urmía-Salmas) y seis eparquías (Amadiya, Aqrah, Mardin, Mosul, Siria y Líbano, y Zakho). También hubo vicariatos patriarcales para Siria, Turquía y Egipto. La eparquía de Mardin dejó de existir en 1941 después de la muerte de su último obispo, Israel Audo. En 1957, la eparquía de Siria y Líbano se disolvió. Se creó una nueva eparquía de Alepo para Siria, mientras que los caldeos de Beirut recibieron un coadjutor, con el rango de obispo y el derecho de sucesión (el patriarca Raphael I Bidawid fue coadjutor de Beirut desde 1966 hasta 1989). En 1959 el patriarcado de Babilonia consistía de 5 metropolitanatos (Bagdad, Kirkuk, Mosul, Sanandaj, Urmía), la archieparquía de Basora, 9 eparquías (Aqrah, Alepo, Amadiya, Amida, Beirut, Mardin, Salmas, Siirt, Zakho), la administración apostólica de Alta Jazira o Alta Mesopotamia y los vicariatos patriarcales de Estambul y de Egipto.
En 1960 se creó una nueva eparquía para Alqosh. En 1962 Bagdad se colocó bajo un auxiliar patriarcal, con el rango titular de obispo. En enero de 1966 se estableció una archieparquía para Ahvaz en el sur de Irán, donde un número significativo de caldeos trabajaban en la industria petrolera. En 1968 Erbil se separó de la eparquía de Kirkuk y su estado antiguo como una archieparquía se revivió. En 1971, la archieparquía de Sanandaj pasó a llamarse Teherán, luego de que en 1944 el arzobispo Joseph Cheikho de Sanandaj trasladó su asiento a Teherán.
El vicariato patriarcal de Turquía, establecido en 1865, fue reemplazado en 1966 por una eparquía en Estambul, que es ahora la única ciudad en Turquía con un obispo caldeo. En 1980 el vicariato patriarcal de Egipto también fue reemplazado por una eparquía en El Cairo.

### Actualidad
Las relaciones con la Iglesia asiria de Oriente aumentaron en años recientes. Un encuentro en 1996 entre Dinkha IV Khanania de la Iglesia asiria y Rafael I Bidawid de los católicos caldeos, inició los esfuerzos para llevar a las dos Iglesias a una eventual comunión.
Saltó a la actualidad la grave situación que debe soportar la Iglesia caldea en Irak tras la invasión. Grupos terroristas islamistas después de amenazar al arzobispo de Mosul, Paulos Faraj Rahho, lo secuestraron y asesinaron.
El 22 de julio de 2020 el papa Francisco en un rescriptum ex audientia decidió derogar las disposiciones de sus dos antecesores y extender la jurisdicción de los 6 patriarcas orientales sobre los dos vicariatos apostólicos de Arabia, por lo que la Iglesia caldea amplió su jurisdicción a Kuwait, Arabia Saudita, Catar, Baréin, Omán, Emiratos Árabes Unidos y Yemen.

## Autoridades
La autoridad suprema de la Iglesia católica es ejercida por el papa, obispo de Roma, o por todos los obispos en plena comunión con él reunidos solemnemente en un concilio ecuménico. La Iglesia caldea, como parte de la Iglesia católica, se mantiene sujeta a la autoridad suprema de la Iglesia, aunque a ella se le reconoce cierto grado de autonomía como Iglesia patriarcal que le permite contar con una jerarquía propia y ser presidida por un patriarca con su sínodo.

### Patriarca

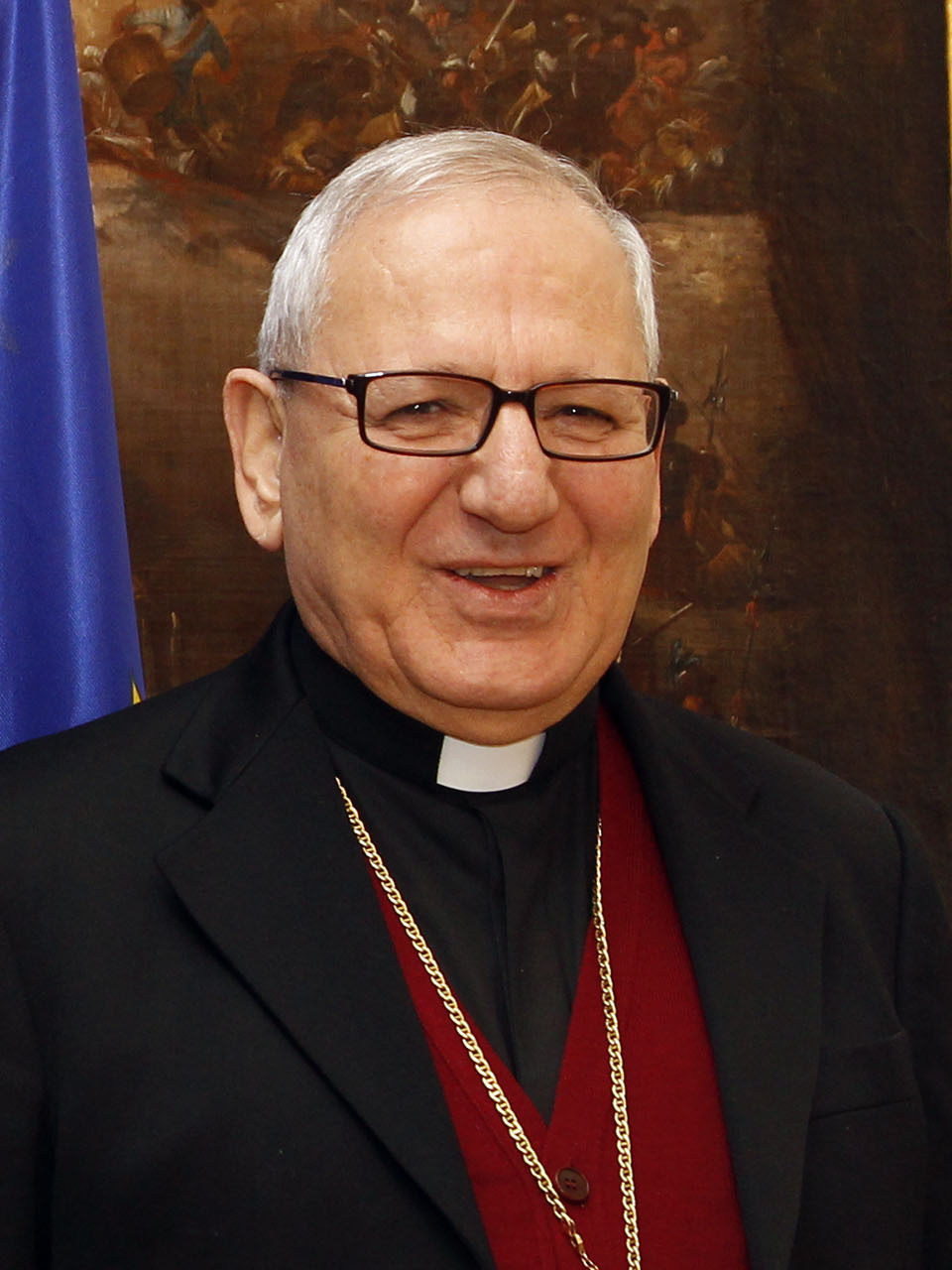
Luis Rafael I Sako, patriarca-catolicós de Bagdad de los caldeos.

La jerarquía propia de la Iglesia católica caldea está encabezada por el patriarca-catolicós de Bagdad de los caldeos. Anteriormente se usaba el título de «patriarcado de Babilonia de los caldeos», introducido el 18 de marzo de 1714 por el patriarca José III Maraugin, hasta que en el sínodo de la Iglesia caldea que tuvo lugar en Bagdad entre el 9 y 14 de agosto de 2021 se decidió por unanimidad eliminar del título patriarcal el nombre de Babilonia. El patriarca caldeo en nombre del sínodo presentó la solicitud de cambio de título del patriacado al papa Francisco, quien el 19 de febrero de 2022 aprobó que fuera renombrado «patriarcado de Bagdad de los caldeos». Desde el 6 de marzo de 2013 el patriarca-catolicós es el cardenal Luis Rafael I Sako.
Debido a la autonomía que se le reconoce como patriarcado, el patriarca-catolicós es elegido por el sínodo de la Iglesia caldea y debe luego requerir la comunión eclesiástica del papa, sin la cual no debe convocar al sínodo ni ordenar obispos. En cuanto a la precedencia de honor en las Iglesias católicas orientales, el patriarca de Bagdad ocupa el quinto lugar, detrás de los patriarcas de Alejandría y Antioquía (maronita, melquita y  sirio-católico), en virtud de los cánones 58 y 59 del CCEO.
Lista de patriarcas católicos caldeos
- Juan (Simón VIII Sulaqa) (1552-1555)
- Abdisho IV Maroun (1555-1567)
- Vacante (1567-1578)
- Yaballaha V (1578-1580)
- Sede en Urmia
  - Simón IX Dinkha (1580-1600)
  - Simón X Elías (1600-1638)
  - Simón XI Eshuyow (1638-1656)
  - Simón XII Yoalaha (1656-1662)
- Sede en Qodshanes
  - Simón XIII Dinkha (1662-1681)
- Sede en Diyarbakır
  - José I (1681-1695)
  - José II Sliba Bet Ma'aruf (1696-1713)
  - José III Maraugin (1713-1757). En 1724 incorporó el nombre Babilonia al título patriarcal
  - José IV Hindi (1757-1781)
  - José V Hindi (1781-1828)
  - Vacante (1828-1830)
- Sede en Mosul
  - Juan VIII Hormez (1830-1838)
  - Vacante (1838-1840)
  - Nicolás Zaya (1840-1848)
  - José VI Audo (1848-1878)
  - Elías XIV Abolionan (1878-1894)
  - Abdisho V Khayat (1894-1899)
  - José VI Manuel II Tomás (1900-1946)
- Sede en Bagdad
  - José VII Ghanima (1946-1958)
  - Pablo II Cheikho (1958-1989)
  - Rafael I Bidawid (1989-2003)
    - Shlemon Wardoni (2003, lugarteniente)

  - Manuel III Delly (2003-2013) (obispo titular de Palaeopolis en Asia, obispo auxiliar de Babilonia de los caldeos, arzobispo titular de Kaskar de los caldeos)
  - Luis Rafael I Sako (2013-) (arzobispo de Kirkuk, arzobispo de Bagdad).

### Sínodo patriarcal
El sínodo de la Iglesia caldea está compuesto por todos los obispos católicos caldeos, incluso los auxiliares, y es convocado y presidido por el patriarca, quien debe tomar todas las decisiones importantes de acuerdo con él. Se reúne habitualmente una vez al año. Como las demás Iglesias orientales católicas autónomas, conforme al CCEO, por decisión sinodal y luego de consultar a la Santa Sede, el patriarca puede erigir, modificar y suprimir eparquías, así como nombrar a sus obispos. Los obispos son elegidos por el sínodo patriarcal de una lista de candidatos elaborada previamente por el sínodo y enviada por el patriarca al papa para su aprobación (can. 181-187). Fuera del territorio propio del patriarcado, el patriarca y el sínodo de la Iglesia católica caldea tienen jurisdicción en materia litúrgica únicamente (can. 150); sin embargo, de acuerdo con el sínodo, el patriarca puede proponer al papa la erección de circunscripciones eclesiásticas caldeas fuera de los límites de su territorio (can. 148). Los obispos católicos caldeos por fuera del territorio propio del patriarcado son nombrados por el papa entre al menos tres candidatos elegidos por el sínodo (can. 149).

### Curia patriarcal
En la sede patriarcal de Bagdad se halla la curia del patriarcado caldeo católico, que comprende el sínodo permanente, los obispos de sedes titulares o eméritos asignados a la curia (hasta 3), el tribunal ordinario de la Iglesia patriarcal, el encargado de finanzas, el canciller patriarcal, la comisión litúrgica y otras comisiones. Los miembros de la curia son nombrados por el patriarca, excepto por el sínodo permanente presidido por el patriarca y con 4 obispos, uno elegido por el patriarca y 3 designados por quinquenio por el sínodo patriarcal. Se reúne normalmente 12 veces al año y acompaña al patriarca en decisiones menores.

## Circunscripciones eclesiásticas

### Dentro del territorio propio del patriarcado
De acuerdo al Anuario Pontificio 2018 dentro del territorio propio del patriarcado caldeo (entonces todavía llamado de Babilonia) a fines de 2017 existían las siguientes circunscripciones eclesiásticas caldeas:
| Circunscripción                                           | Tipo                                                                             | País/países        | Provincia eclesiástica               | Ciudad sede    | Fieles bautizados (2017)  | Obispos | Parroquias | Sacerdotes seculares | Sacerdotes religiosos | Religiosos | Religiosas | Diáconos permanentes | Seminaristas |
| --------------------------------------------------------- | -------------------------------------------------------------------------------- | ------------------ | ------------------------------------ | -------------- | ------------------------- | ------- | ---------- | -------------------- | --------------------- | ---------- | ---------- | -------------------- | ------------ |
| Bagdad                                                    | Archieparquía metropolitana y sede propia del patriarca de Bagdad de los caldeos | Irak               | Bagdad                               | Bagdad         | 150 000                   | 3       | 18         | 19                   | 3                     | 3          | 107        | 4                    | 5            |
| Kirkuk-Solimania                                          | Archieparquía metropolitana                                                      | Irak               | Kirkuk-Solimania                     | Kirkuk         | 4000                      | 1       | 6          | 6                    | 0                     | 1          | 10         | 3                    | 1            |
| Teherán                                                   | Archieparquía metropolitana                                                      | Irán               | Teherán                              | Teherán        | 2000                      | 1       | 5          | 6                    | 0                     | 0          | 5          | 0                    | 1            |
| Urmía                                                     | Archieparquía metropolitana                                                      | Irán               | Urmía                                | Urmía          | 1350                      | 1       | 4          | 3                    | 1                     | 1          | 3          | 0                    | 1            |
| Ahvaz                                                     | Archieparquía sufragánea                                                         | Irán               | Patriarcado de Bagdad de los caldeos | Ahvaz          | 25                        | 0       | 1          | 0                    | 0                     | 0          | 0          | 0                    | 0            |
| Basora y el Sur                                           | Archieparquía                                                                    | Irak               | Inmediatamente sujeta al patriarca   | Basora         | 1500                      | 1       | 2          | 2                    | 0                     | 0          | 4          | 0                    | 1            |
| Diyarbakır                                                | Archieparquía                                                                    | Turquía            | Inmediatamente sujeta al patriarca   | Diyarbakır     | 32 000                    | 0       | 9          | 2                    | 0                     | 0          | 0          | 0                    | 0            |
| Erbil                                                     | Archieparquía                                                                    | Irak               | Inmediatamente sujeta al patriarca   | Ankawa         | 33 000                    | 1       | 7          | 9                    | 3                     | 3          | 70         | 5                    | 3            |
| Mosul                                                     | Archieparquía                                                                    | Irak               | Inmediatamente sujeta al patriarca   | Mosul          | 14 100                    | 0       | 15         | 6                    | 2                     | 3          | 2          | 1                    | 6            |
| Alepo (o Beroea)                                          | Eparquía sufragánea                                                              | Siria              | Patriarcado de Bagdad de los caldeos | Alepo          | 10 000                    | 1       | 10         | 5                    | 0                     | 0          | 0          | 0                    | 3            |
| Alqosh                                                    | Eparquía sufragánea                                                              | Irak               | Patriarcado de Bagdad de los caldeos | Alqosh         | 17 500                    | 1       | 8          | 5                    | 2                     | 7          | 12         | 0                    | 1            |
| Duhok o Amadiya (datos de la eparquía de Amadiya y Zakho) | Eparquía sufragánea                                                              | Irak               | Patriarcado de Bagdad de los caldeos | Duhok          | 18 800                    | 1       | 35         | 14                   | 0                     | 0          | 9          | 4                    | 2            |
| Zakho (restaurada el 27 de junio de 2020)                 | Eparquía sufragánea                                                              | Irak               | Patriarcado de Bagdad de los caldeos | Zakho          | -                         | -       | -          | -                    | -                     | -          | -          | -                    | -            |
| Aqrah                                                     | Eparquía sufragánea                                                              | Irak               | Patriarcado de Bagdad de los caldeos | Aqrah          | 1414                      | 0       | 4          | 2                    | 0                     | 0          | 0          | 0                    | 0            |
| Beirut                                                    | Eparquía                                                                         | Líbano             | Inmediatamente sujeta al patriarca   | Beirut         | 20 000                    | 1       | 4          | 3                    | 0                     | 0          | 3          | 1                    | 2            |
| El Cairo                                                  | Eparquía                                                                         | Egipto             | Inmediatamente sujeta al patriarca   | El Cairo       | 2000                      | 0       | 3          | 2                    | 3                     | 3          | 3          | 0                    | 1            |
| Salmas                                                    | Eparquía sufragánea (unida in persona episcopi a Urmía)                          | Irán               | Urmía                                | Salmas         | Datos incluidos en Salmas | 0       | -          | -                    | -                     | -          | -          | -                    | -            |
| Jerusalén                                                 | Territorio dependiente del patriarca                                             | Palestina e Israel | Inmediatamente sujeta al patriarca   | Jerusalén Este | Sin datos                 | 0       | -          | -                    | -                     | -          | -          | -                    | -            |
| Jordania                                                  | Territorio dependiente del patriarca                                             | Jordania           | Inmediatamente sujeta al patriarca   | Amán           | 4000                      | 0       | 1          | 1                    | 0                     | 0          | 2          | 0                    | 0            |
| TOTAL                                                     | -                                                                                | -                  | -                                    | -              | 311 689                   | 12      | 132        | 85                   | 14                    | 21         | 230        | 18                   | 27           |

- Patriarcado de Bagdad de los caldeos católico desde el 20 de abril de 1553, usó el título de Babilonia hasta 2021 (Babylonensis Chaldaeorum). Su eparquía propia es la archieparquía metropolitana de Bagdad.

- Archieparquía metropolitana caldea de Bagdad: es la eparquía propia del patriarca caldeo y fue creada el 20 de abril de 1553. En 1830 la sede patriarcal fue establecida en Mosul conservando el título de Babilonia o Bagdad. El 17 de enero de 1954 cedió territorio para crear la eparquía de Basora y el 24 de octubre de 1960 para la de Alqosh. En 1958 la sede patriarcal fue movida a Bagdad y el 24 de octubre de 1960 con parte de su territorio fue creada la eparquía de Mosul mediante la bula Amoris Nostri. Su catedral de Nuestra Señora de los Siete Dolores está en Bagdad. Cuenta con 21 parroquias en Bagdad, Habbaniyah y Diyala, totalizando en 2018 29 iglesias. Comprende la mayor parte de Irak: las gobernaciones de: Ambar, Casidia, Babilonia, Bagdad, Diala, Kerbala, Mutana, Nayaf, Saladino, y en la gobernación de Nínive el distrito de Al-Ba'aj y el subdistrito de al-Shamal en el distrito de Sinyar.

Son sufragáneas del patriarcado:
- Archieparquía de Ahvaz (Ahvasiensis Chaldaeorum, ابرشية الاحواز): comprende parte de Irán. Fue creada el 3 de enero de 1966 con parte de la archieparquía metropolitana de Sanandaj. Su catedral de San Mesrob está en Ahvaz. Está vacante desde 2011 y es administrada por el archieparca de Teherán.

- Eparquía de Alqosh (Alquoshensis Chaldaeorum, أبرشية ألقوش): comprende parte de Irak. Fue creada el 24 de octubre de 1960 con parte de la archieparquía de Bagdad mediante la bula Splendida Orientalis del papa Juan XXIII. Su catedral de San Jorge está en Alqosh. Su territorio fue definido en la bula como territoria detrahere civilis praefecturae, quae dicitur, Chaikhan vel Ain-Sefne; integrum territorium municipii Alcosh; septemtrionalem partem municipii Telkief atque partem municipii Mezure y corresponde en la gobernación de Nínive a parte de los distritos de Shekhan y Tel Keppe (el municipio de Alqosh, la parte norte del municipio Telkief y parte del de Mezure).

- Eparquía de Duhok o de Amadiya (Amadiensis, العمادية): la eparquía de Zakho fue unida aeque principaliter a la de Amadiya el 10 de junio de 2013 y de nuevo separadas el 27 de junio de 2020. Amadiya fue creada en 1785 y en 1850 cedió territorio para crear las eparquías de Zakho (también con parte de la eparquía de Gazarta) y de Aqrah. El 23 de abril de 1895 sumó el territorio de la suprimida eparquía de Aqrah, que fue restaurada el 24 de febrero de 1910. Su catedral de Mar Aeth Alaha está en Duhok. Comprende en el norte del Kurdistán iraquí diversas villas de la parte occidental del valle del Khabur y de la gobernación de Duhok. También incluye la antigua ciudad de Amadiya y otras aldeas cerca de Duhok y en los valles de los ríos Sapna y Gomel. El 19 de febrero de 2022 el papa Francisco, a requerimiento del patriarca caldeo, aceptó el cambio de nombre de la eparquía de Amadiya, que pasó a llamarse eparquía de Duhok.

- Eparquía de Zakho (Zachuensis, زاخو): la eparquía de Zakho fue unida aeque principaliter a la de Amadiya el 10 de junio de 2013 y de nuevo separadas el 27 de junio de 2020. Fue creada en 1850 con parte de las eparquías de Gazarta y de Amadiya. Comprende en el extremo norte del Kurdistán iraquí la ciudad de Zakho y diversas villas de la parte occidental del valle del Khabur y de la gobernación de Duhok.

- Eparquía de Aqrah (Akrensis, أبرشية عقرة): fue creada en 1850 con parte de la eparquía de Amadiya. El 23 de abril de 1895 fue suprimida y su territorio agregado a Amadiya mediante el breve Ob impensam del papa León XIII. Fue restaurada el 24 de febrero de 1910 con el breve Quae ad spirituale del papa Pío X y puesta bajo la administración del patriarca caldeo, que la gobernó mediante un vicario patriarcal hasta el 22 de febrero de 1947 cuando recibió un obispo propio. Desde el 25 de julio de 1998 permanece vacante y con un administrador apostólico. Su catedral está en Aqrah en el Kurdistán iraquí. Comprende en la gobernación de Nínive en Irak los distritos de Al-Hamdaniya (sin incluir Bashiqa), Makhmur, Aqrah y parte de los distritos de Shekhan y Tel Keppe.

- Eparquía caldea de Alepo (Aleppensis Chaldaeorum, أبرشية حلب): comprende Siria. Vicariatos patriarcales fueron creados para Alepo en 1872, Adana en 1891, Damasco en 1895 y Deir ez-Zor en 1906. En 1915 fueron reunidos en un único vicariato patriarcal de Siria. En 1937 fue creada la administración apostólica de la Mesopotamia Superior con el vicariato patriarcal de Siria y el del Líbano (creado en 1895) y la inexistente desde 1915 eparquía de Gazarta. La eparquía de Alepo fue creada el 3 de julio de 1957 cuando recibió la parte siria de la suprimida administración apostólica de la Mesopotamia Superior (con sede en Alepo), ajustando su territorio a Siria. Su catedral de San José está en Alepo.

Dependen directamente del patriarca los territorios de:
- Territorio de Jerusalén dependiente del patriarca de Bagdad de los caldeos (Hierosolymitanus): fue creado en 1908 como exarcado patriarcal y permaneció vacante entre 1927 y 1944. En 1970 pasó a ser un vicariato patriarcal, pero en 1991 fue nuevamente promovido a exarcado patriarcal. En 1997 pasó a ser un territorio dependiente del patriarca. Comprende Israel y los Territorios Palestinos. Tiene a su frente un protosincelo. Su sede está en Jerusalén.

- Territorio de Jordania dependiente del patriarca de Bagdad de los caldeos o vicariato patriarcal de Jordania: fue creado en 2004. Comprende Jordania. Tiene a su frente un protosincelo. Su sede está en Amán.

Archieparquías metropolitanas:
- Archieparquía metropolitana caldea de Kirkuk-Solimania (Cherchensis–Beth-Garmaiensis–Sulaimaniensis Chaldaeorum, كركوك والسليمانية): comprende parte de Irak. Fue creada en 1789 como archieparquía metropolitana de Kirkuk. En 1853 cedió territorio para crear la archieparquía metropolitana de Sanandaj y el 7 de marzo de 1968 para crear la archieparquía de Erbil. El 11 de julio de 2013 fue renombrada a Kirkuk-Solimania cuando sumó el territorio de la suprimida eparquía de Solimania (Sulaimaniensis Chaldaeorum, creada el 7 de marzo de 1968). Su catedral del Sagrado Corazón está en Kirkuk.
- Archieparquía de Teherán (Teheranensis Chaldaeorum, أبرشية طهران): comprende parte de Irán. Fue creada en 1853 como archieparquía metropolitana de Sanandaj con parte de la archieparquía metropolitana de Kirkuk. El 3 de enero de 1966 cedió parte de su territorio para crear la archieparquía de Ahvaz. El 16 de marzo de 1971 fue renombrada a Teherán, en donde se halla su catedral de San José desde 1944.
- Archieparquía de Urmía (Urmiensis, أورميا): comprende parte de Irán. Fue creada el 4 de septiembre de 1890. Su catedral de Santa María Madre de Dios está en Urmía.[46] Desde el 25 de octubre de 1930 el archieparca es a la vez eparca de Salmas.

- Eparquía de Salmas (Salmasiensis, سلماس): comprende parte de Irán. Fue creada en 1709 y desde el 25 de octubre de 1930 unida Ad personam al archieparca metropolitano de Urmía. Su catedral de San Yaghou está en Salmas.

Archieparquías inmediatamente sujetas al patriarca:
- Archieparquía caldea de Erbil (Arbilensis Chaldaeorum, أبرشية أربيل): comprende parte de Irak, incluyendo Ankawa, Erbil, Shaklawa, Koesengjak y Armuta. Fue creada el 7 de marzo de 1968 con parte de la archieparquía metropolitana de Kirkuk. Su catedral de San José está en Ankawa, un suburbio de Erbil en el Kurdistán iraquí.
- Archieparquía caldea de Basora y el Sur (Basrensis Chaldaeorum, البصرة واجلنوب): fue creada en 280 como eparquía de Perat-Maishan (Perath-Mesenae) como parte de la Iglesia del Oriente. En 410 pasó a ser archieparquía metropolitana, pero fue suprimida en 1200. Fue restaurada como vicariato patriarcal en 1860 y como archieparquía el 17 de enero de 1954 con parte de la archieparquía metropolitana de Bagdad mediante la bula Christi Ecclesia. De acuerdo al Anuario Pontificio 2016 sus fieles se han reducido a 800 en 2 parroquias. En Basora se halla la catedral de Nuestra Señora, en Amara la iglesia de la Virgen María y familias dispersas en Qalaat Saleh y Nasiriya.[47] Comprende en Irak las gobernaciones de Basora, Mesena, Wasit y Di Car (llamadas Bassorah, Amarah, Kut y Montefiq en la bula de creación).[48]
- Archieparquía de Diyarbakır (Amidensis Chaldaeorum, أسقفية أبرشية ديار بكر): comprende Turquía. Pasó a ser católica en 1553 con el nombre de Amida. En junio de 1915 sumó el territorio de la suprimida eparquía de Siirt (Sertensis Chaldaeorum, católica desde 1553). El 3 de julio de 1957 recibió la parte turca de la suprimida administración apostólica de la Mesopotamia Superior creada en 1937 con el vicariato patriarcal de Siria y la inexistente desde 1915 eparquía de Gazarta (Jazirensis Chaldaeorum, hoy Cizre, católica desde 1553 y que en 1850 cedió territorio para crear la eparquía de Zaku). El 3 de enero de 1966 su territorio se ajustó al de Turquía, absorbió al vicariato patriarcal de Constantinopla (creado en 1865), la suprimida eparquía de Mardin (a la muerte de su obispo en 1941) y el también suprimido vicariato patriarcal de Van (en 1915), fue promovida a archieparquía y su sede trasladada a Estambul, aunque la catedral de Santa María permanece en Diyarbakır (antigua Amida).
- Archieparquía caldea de Mosul (Mausiliensis Chaldaeorum, أبرشيةاملوصل): comprende parte de Irak. Fue creada como eparquía el 24 de octubre de 1960 con parte de la archieparquía de Bagdad mediante la bula Amoris Nostri,[41] y promovida a archieparquía el 14 de febrero de 1967. Su catedral de San Pablo[49] está en Mosul (fue ocupada por el Estado Islámico entre junio de 2014 y julio de 2017) y comprende parroquias en Karamlis, Qara Qosh, Talkif y familias dispersas en Bartla y Bashiqa. Su territorio fue definido en la bula como territoria civilium praefecturarum distrahi placet vulgo Mossul, Telafr, Sinjar et Al-Hadr (los distritos de Mosul, Sinyar, Tal Afar y Hatra en la gobernación de Nínive, como eran en 1960 por lo incluye Bashiqa en el distrito de Al-Hamdaniya y Sinyar no incluye el subdistrito de al-Shamal).

Eparquías:
- Eparquía caldea de Beirut (Berytensis Chaldaeorum, أبرشية بيروت): comprende el Líbano. Fue creada el 3 de julio de 1957 con la parte libanesa de la suprimida administración apostólica de la Mesopotamia Superior. Su catedral de San Rafael está en Beirut.
- Eparquía caldea de El Cairo (Cahirensis Chaldaeorum, أبرشية القاهرة): comprende Egipto. Fue creada el 23 de abril de 1980 en reemplazo del vicariato patriarcal creado en 1890. Su catedral basílica de Nuestra Señora de Fátima está en Heliópolis, un suburbio de El Cairo.

### Fuera del territorio propio del patriarcado
De acuerdo al Anuario Pontificio 2018 fuera del territorio propio del patriarcado caldeo a fines de 2017 existían las siguientes circunscripciones eclesiásticas caldeas:
| Circunscripción                   | Tipo     | País/países                                    | Provincia eclesiástica                | Ciudad sede | Fieles bautizados (2017) | Obispos | Parroquias | Sacerdotes seculares | Sacerdotes religiosos | Religiosos | Religiosas | Diáconos permanentes | Seminaristas |
| --------------------------------- | -------- | ---------------------------------------------- | ------------------------------------- | ----------- | ------------------------ | ------- | ---------- | -------------------- | --------------------- | ---------- | ---------- | -------------------- | ------------ |
| Mar Addai de Toronto              | Eparquía | Canadá                                         | Inmediatamente sujeta a la Santa Sede | Toronto     | 31 716                   | 1       | 11         | 1                    | 0                     | 2          | 0          | 106                  | 2            |
| San Pedro el Apóstol en San Diego | Eparquía | Estados Unidos                                 | Inmediatamente sujeta a la Santa Sede | El Cajón    | 70 000                   | 3       | 10         | 19                   | 1                     | 3          | 12         | 16                   | 10           |
| Santo Tomás el Apóstol en Detroit | Eparquía | Estados Unidos                                 | Inmediatamente sujeta a la Santa Sede | Southfield  | 180 000                  | 2       | 12         | 19                   | 0                     | 0          | 0          | 174                  | 10           |
| Santo Tomás el Apóstol en Sídney  | Eparquía | Australia, Nueva Zelanda y el resto de Oceanía | Inmediatamente sujeta a la Santa Sede | Sídney      | 35 000                   | 2       | 7          | 9                    | 0                     | 0          | 0          | 6                    | 4            |
| TOTAL                             | -        | -                                              | -                                     | -           | 316 716                  | 8       | 40         | 48                   | 1                     | 5          | 12         | 302                  | 26           |

- Eparquía caldea de Mar Addai de Toronto (Sancti Adda in urbe Torontina): comprende Canadá. Fue creada el 10 de junio de 2011. Su catedral del Buen Pastor está en North York, un suburbio de Toronto en Ontario.
- Eparquía caldea de Santo Tomás el Apóstol en Detroit (Sancti Thomæ Apostoli Detroitensis Chaldaeorum): comprende los 31 estados de Estados Unidos no incluidos en la eparquía de San Pedro el Apóstol en San Diego y el Distrito de Columbia. El 11 de enero de 1982 fue creado el exarcado apostólico caldeo de Estados Unidos comprendiendo todo el país, que fue promovido a eparquía el 3 de agosto de 1985. El 21 de mayo de 2002 cedió parte de su territorio para crear la eparquía de San Pedro el Apóstol en San Diego. Su catedral de la Madre de Dios está en Southfield, un suburbio de Detroit en Míchigan.[50]
- Eparquía caldea de San Pedro el Apóstol en San Diego (Sancti Petri Apostoli urbis Sancti Didaci Chaldaeorum): comprende 19 estados del oeste de Estados Unidos: Alaska, Arizona, California, Colorado, Hawái, Idaho, Kansas, Montana, Nebraska, Nevada, Oklahoma, Nuevo México, Dakota del Norte, Texas, Utah, Washington y Wyoming. Fue creada el 21 de mayo de 2002 con parte de la eparquía de Santo Tomás el Apóstol en Detroit. Su catedral de San Pedro está en El Cajón, un suburbio de San Diego en California.[51]
- Eparquía caldea de Santo Tomás el Apóstol en Sídney (Sancti Thomas Apostoli Sydneyensis Chaldaeorum): comprende Australia y Nueva Zelanda. Fue creada el 21 de octubre de 2006. Su catedral de Santo Tomás el Apóstol está en Bossley Park, un suburbio de Sídney en Nueva Gales del Sur.
- Del ordinariato para los fieles de rito oriental de Francia dependen las siguientes comunidades caldeas:[52][53][54]

- parroquia St. Thomas l'Apôtre en Sarcelles (Paroisse chaldéenne)
- parroquia Église Notre-Dame de Chaldée en París (Paroisse chaldéenne)
- parroquia Eglise Notre-Dame de Chaldée en Marsella (Paroisse chaldéenne)
- comunidad caldea Eglise Saint-Ephrem des Chaldéens - Saint Joseph de Vaulx-en-Velin (Communauté chaldéenne)

En Suecia existe en la diócesis católica de Estocolmo la misión de caldea dentro del vicariato para las Iglesias orientales católicas (Vikariatet för de orientalisk-katolska kyrkorna), la misión tiene a su frente al visitador apostólico caldeo en Europa, el obispo titular de Hirta, Saad Sirop, quien está basado en Södertälje. Existen 20 000 caldeos viviendo en Suecia en 6 misiones.
Bajo el cuidado del visitador apostólico se hallan misiones en:
- Dinamarca, donde la misión depende de la diócesis católica de Copenhague. Hay 4 diáconos permanentes y un sacerdote basado en Søborg que además da misas en Esbjerg, Horsens, Næstved, Aarhus y Aalborg.[57]
- Noruega, donde hay una capellanía caldea en la diócesis católica de Oslo (Sjelesørger for kaldeere i Oslo katolske bispedømme) que tiene un sacerdote.[58]
- En Grecia la parroquia de la Madre Misericordiosa fue creada en Atenas en 1994 bajo dependencia del exarcado apostólico de rito griego-bizantino.[59]
- En Bélgica hay 2 parroquias en Malinas (iglesia de San Pedro y San Pablo e iglesia de San Liberto), una en Bruselas y otra en Amberes.[60]
- En Alemania está la parroquia de Mar Addai y Mar Mari en Essen y 7 misiones.
- En el Reino Unido hay una misión en la Holy Family Church en Acton, Londres, dependiente de la arquidiócesis de Westminster,[61] con un subdiácono al frente de la Chaldean Chaplaincy en Solihull, en la arquidiócesis de Birmingham.[62]
- En Georgia existe una parroquia en Tbilisi.[63]
- En Austria existe una misión en la parroquia latina St. Benedikt am Leberberg en Viena.
- Países Bajos (1 parroquia), Finlandia y Suiza.[64][65]

### Sedes titulares
Archieparquía metropolitana titular:
- Archieparquía titular de Rew-Ardashir de los caldeos (Ravardasciren(sis)). La actual Zaydūn en Irán según el Anuario Pontificio, pero según otras fuentes Bandar-e-Bushehr. Sede titular desde 1970.

Archieparquías titulares:
- Archieparquía titular de Kaškar de los caldeos (Kaskar Chaldaeorum). La actual Wasit en Irak. Sede titular desde 1967.
- Archieparquía titular de Nísibis de los caldeos (Nisiben(us) Chaldaeorum). La actual Nusaybin en Turquía. Existió como sede titular hasta 1927 cuando fue suprimida. Fue restaurada como titular en 1970.

Eparquías titulares:
- Eparquía titular de Anbar de los caldeos (Anbaren(sis) Chaldaeorum). Ubicada cerca de Bagdad en Irak. Establecida como sede titular en 1980.
- Eparquía titular de Mardin de los caldeos (Mardinen(sis) Chaldaeorum). Ubicada en Turquía. Fue creada como eparquía en 1553 y suprimida en 1941. Sede titular desde 1972.
- Eparquía titular de Siirt de los caldeos (Serten(sis) Chaldaeorum). Ubicada en Turquía. Fue creada como eparquía en 1553 y suprimida en junio de 1915 y su territorio sumado a la eparquía de Diyarbakır. Sede titular desde 1972.[66]

## Órdenes religiosas
- Orden Antoniana de San Ormisda de los Caldeos